# Bassin houiller du Jura

Localisation du gisement sur la carte des bassins houillers français.

Le bassin houiller du Jura, daté du Stéphanien fait partie des bassins houillers des Vosges et du Jura. Il est découvert aux environs la ville de Lons-le-Saunier dans le Jura par plusieurs campagnes de prospection engagées entre 1943 et 1961, mais le charbon n'est pas exploité, seul un captage de gaz de houille est ouvert entre 1948 et 1964.
Des recherches sont relancées au début du XXIe siècle par la société britannique European Gas Limited.

## Situation
Le gisement est situé dans un rayon de 30 km autour de la ville de Lons-le-Saunier dans le département français du Jura et la région de Bourgogne-Franche-Comté.
Les gisements houillers les plus proches sont le bassin houiller keupérien de Haute-Saône au nord-est, le bassin houiller de Blanzy à l'ouest et le bassin houiller de la Loire au sud-ouest.

## Géologie

Communes où le bassin houiller est identifié.

Le gisement est formé de quatre couches de houille et d'une couche de gaz situés à l'étage stéphanien. Les réserves de charbon sont estimées à 135 millions de tonnes, parmi lesquelles 30 millions se trouvent sous la ville de Lons-le-Saunier et sont exploitables à 80 % sur 35 km2 entre 600 et 700 mètres de profondeur. Certaines couches ont un pendage compris entre 30 et 90°. Le bassin sédimentaire repose sur une couche de socle qui se compose selon les endroits de granite, de migmatite, de gneiss, de micaschiste et de quartzite.

## Histoire

### XXesiècle
Un sondage est entrepris sur la commune de Revigny en 1938 dans le but de trouver de la potasse dans le Keuper, mais il découvre du méthane et des terrains Carbonifères.
Des prospections ont lieu entre 1943 et 1961 par plusieurs opérateurs tels que les sociétés RAP et PREPA, le gisement est alors reconnu par les Charbonnages de France qui commence à financer les recherches du BRGG avant d’entreprendre ses propres sondages. D'autres sont entrepris par les MPDA et les houillères de Blanzy dé 1949 ; ces dernières voient dans le gisement jurassien un relais pour leur bassin qui arrive alors à épuisement. Entre 1948 et 1964, le gaz est capté et utilisé par les habitants pour leur usage personnel.
En mai 1954, le « comité de défense de la mine et de la centrale thermique de Ronchamp », faisant face à la fermeture imminente des houillères locales propose de lancer l'exploitation du bassin jurassien et d'autres concessions de Haute-Saône pour créer les « charbonnages de Franche-Comté », mais cette initiative reste sans succès. En 1957, la possible mise en exploitation du bassin fait débat, Edgar Faure (alors député-maire de Port-Lesney et président du Conseil général du Jura) se montre favorable à ce projet. L'exploitation de ce gisement pouvait alors doubler la population de Lons-le-Saunier (15 000 habitants en 1954) et alimenter l'industrie sidérurgique Lorraine en coke via la gare de Dijon. Ce dernier est finalement abandonné l'année suivante en raison de la conjoncture économique, mais le gisement est conservé comme réserve potentielle,.

### XXIesiècle
Dans les années 2010, le bassin fait de nouveau parler de lui (particulièrement pour son gaz) en raison de la crise économique et de la forte augmentation du prix du pétrole.
La société britannique European Gas Limited (EGL) obtient un permis de prospection le 28 juillet 2007. Il est renouvelable deux fois pour cinq années, la concession occupe une superficie de 3 795 km2 sur les départements du Jura, de l'Ain, du Doubs et de Saône-et-Loire. Cette compagnie rédige un rapport sur l'exploitabilité du gisement le 13 septembre 2011 concluant que le gisement présente un intérêt économique, mais que la technique d'extraction par fracturation hydraulique doit être proscrite, le terrain étant déjà fortement faillé et le gisement facilement exploitable par puits verticaux et horizontaux. La filiale française d'EGL (la Française de l'énergie) projette d'exploiter le gisement.

## Travaux

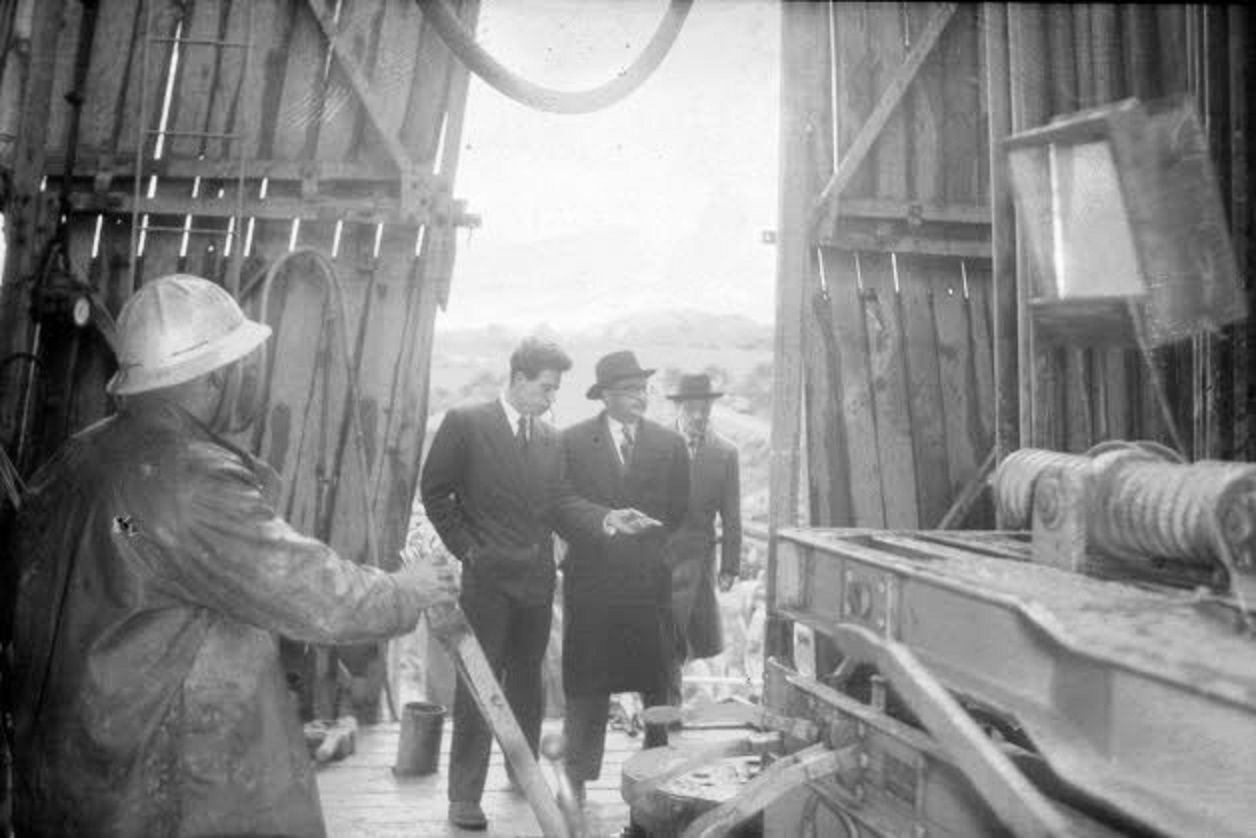
Edgar Faure visitant un sondage.

| Nom             | Épaisseur totale de l'assise | Épaisseur totale de charbon |
| --------------- | ---------------------------- | --------------------------- |
| Briod 1         | ?                            | ?                           |
| Briod 2         | 165,45 m                     | 2,10 m                      |
| Bornay          | 115,20 m                     | 0,46 m                      |
| Conliège        | 173,50 m                     | 6,30 m                      |
| Courbouzon      | 501,15 m                     | 19,84 m                     |
| Domblans        | 230 m                        | 3,99 m                      |
| Lons 1          | 236,91 m                     | 11,35 m                     |
| Lons 2          | 249,30 m                     | 14,04 m                     |
| Lons 3          | 197,03 m                     | 5,77 m                      |
| Lons 4          | 256,10 m                     | 17,97 m                     |
| Moiron 1        | 317,65 m                     | 8,36 m                      |
| Moiron 2        | ?                            | ?                           |
| Montmorot CdF 1 | 232,03 m                     | 13,01 m                     |
| Montmorot CdF 2 | 223,45 m                     | 10,06 m                     |
| Montmorot CdF 3 | 10,85 m                      | 2,40 m                      |
| Perrigny 1      | 305,75 m                     | 10,07 m                     |
| Perrigny 2      | 215,80 m                     | 5,55 m                      |
| Plainoiseau     | 284,55 m                     | 9,68 m                      |
| Publy           | 152,80 m                     | 1,83 m                      |
| Villeneuve 1    | 255 m                        | 14,64 m                     |
| Villeneuve 2    | 221,15 m                     | 13,76 m                     |